# Suspiro de limeña
El suspiro de limeña o suspiro a la limeña (traduïble com a 'sospir de limeny', del gentilici dels habitants de Lima) és un dolç típic de Lima inventat durant el segle xix i que pertany a les darreries de la gastronomia del Perú
La seva creadora fou Amparo Ayarez, esposa del poeta José Gálvez Barrenechea —que en batejà la preparació. Es tracta d'un dolç bicolor, amb una base marró a partir de l'adaptació local del dolç de llet (conegut allà com a manjar blanco; un dolç diferent del menjar blanc) i una corona de merenga amb un polsim de canyella.